# International Image Interoperability Framework

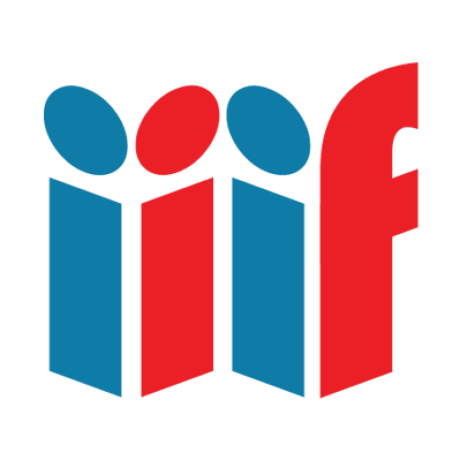
Logo IIIF

International Image Interoperability Framework (IIIF) – zbiór narzędzi programistycznych mających na celu ujednolicenie dostępu do zasobów cyfrowych w postaci obrazów cyfrowych powstałych w wyniku digitalizacji obiektów takich jak: książki, gazety, rękopisy, mapy, zwoje, kolekcje pojedynczych arkuszy i materiały archiwalne.
Ujednolicony dostęp jest możliwy poprzez następujące API: 
- IIIF Image API – udostępnianie obrazów w wysokiej rozdzielczości poprzez protokół HTTP lub HTTPS oraz identyfikator URI, który może określać region, rozmiar, rotację, cechy jakościowe i format żądanego obrazu.
- IIIF Search API – udostępnianie warstwy treści, będącej efektem optycznego rozpoznawania znaków (OCR) bądź transkrypcji powiązanej z właściwym adresem URI dostępnym poprzez IIIF Image API.
- IIIF Presentation API – udostępnianie informacji o strukturze dokumentu, metadanych opisowych oraz proweniencji. Wiąże w sobie również dane dostępne poprzez IIIF Image API oraz IIIF Search API. Dzięki temu użytkownik, za pomocą jednego pliku wymiany, określanego jako „manifest”, otrzymuje komplet informacji o obiekcie.
- IIIF Authentication API – usługa uwierzytelniania zasobów chronionych prawem autorskim.

## Historia
Image API został zaproponowany pod koniec 2011 roku jako forma współpracy między Biblioteką Brytyjską, Uniwersytetem Stanforda, Bodleian Libraries (Oxford University), Biblioteką Narodową Francji, Biblioteką Narodową Norwegii (Nasjonalbiblioteket), Los Alamos National Laboratory Research Library i Uniwersytetem Cornell.
Wersja 1.0 opublikowana została 2012 roku.
Wersja 1.0 interfejsu IIIF Presentation API została opublikowano w 2013 roku, natomiast interfejs IIIF Search API – w 2016 roku.

## Najważniejsze oprogramowanie obsługujące IIIF Presentation API
- Universal Viewer[2] – przeglądarka opracowana przez firmę Digitari na zlecenie British Library, udostępniona na otwartej licencji. Umożliwia wyświetlenie w jednolitym interfejsie zarówno obrazów cyfrowych w wysokiej rozdzielczości jak i niektórych popularnych formatów stosowanych w bibliotekach cyfrowych, takich jak: PDF, audio, video czy proste modele 3D dostosowane do wyświetlania w przeglądarce Three, przy zastosowaniu manifestu IIIF.
- Mirador[3] – przeglądarka obrazów cyfrowych udostępnianych w standardzie IIIF za pośrednictwem „manifestu”, która umożliwia umieszczanie adnotacji na obrazach. Funkcjonalności przeglądarki umożliwiają porównywanie obiektów pochodzących z różnych repozytoriów rozproszonych po całym świecie, dzięki możliwości pracy na wielu oknach, do których można zaimportować pliki manifestu. Dodatkowo możliwe jest manipulowanie obrazem w zakresie obrotów, korekcji jasności, kontrastu, poziomu nasycenia, czy trybu negatywu. Przeglądarka została opracowana na Uniwersytecie Stanforda.